# Heinz Flück
Heinz Flück (* 8. Dezember 1954; heimatberechtigt in Escholzmatt-Marbach) ist ein Schweizer Politiker (Grüne).

## Leben
Heinz Flück war Lehrer und Schulleiter und war auch als Jugendarbeiter tätig. Von 1992 bis zu seiner Pensionierung 2019 war er Lehrer sowie Leiter des Bereichs Förderpädagogik an der Gewerblich-Industriellen Berufsfachschule GIBS in Olten. Heinz Flück ist mit Barbara Wyss Flück verheiratet, Vater eines Sohnes und lebt in Solothurn.

## Politik
Heinz Flück ist seit 2005 Mitglied des dreissigköpfigen Gemeinderates (Exekutive) der Stadt Solothurn. Er war Mitglied der Gemeinderatskommission sowie der Kommission für Dienst- und Gehaltsfragen. Aktuell ist er Mitglied der Finanzkommission sowie Mitglied und Vizepräsident des Wirtschafts- und Finanzausschusses.
Heinz Flück rückte 2019 für den zurückgetretenen Felix Glatz-Böni in den Kantonsrat des Kantons Solothurn nach. Er ist Mitglied der Finanzkommission.
Heinz Flück ist Mitglied des Zentralvorstands des Verkehrs-Club VCS der Schweiz und seit 2015 Co-Präsident des VCS Sektion Solothurn.